# Christian Bonnet (réalisateur)
Pour les articles homonymes, voir Christian Bonnet et Bonnet.
Christian Bonnet est un réalisateur français de télévision.

## Filmographie
Téléfilms
- 2023 : À fleur de peau
- 2023 : Mort d’un berger
- 2022 : Petit ange
- 2021 : Coups de sang
- 2019 : Une mort sans importance
- 2014 : Meurtres à Rouen
- 2011 : Longue Peine[1]
- 2007 : Un admirateur secret
- 2006 : Premier Suspect
- 2003 : Péril imminent[2]
- 2002 : Le Gave[3]

Séries télévisées
- 2016: Agathe Koltès

- 2007 à 2012 : Boulevard du Palais  :
  - Une juste cause (2012)
  - Silence de mort[4] (2012)
  - La Ballade du pendu[5] (2011)
  - Notre enfant (2011)
  - Angélique (2008)
  - Stationnement dangereux (2008)
  - La Geôle (2008)
  - Dîner froid (2007)
- 2011-2012 : Julie Lescaut :
  - L'Aveu (2012)
  - Cougar[6] (2012)
  - Les Risques du métier[7] (2011)
- 2011 : Empreintes criminelles[8],[9] :
  - L'Affaire de l'illusionniste[10]
  - L'Affaire de la prison[11]
  - L'Affaire de l'Orient-Express[12]
  - L'Affaire Lefranc[13]
  - L'Affaire Saint-Brice[14]
  - L'Affaire de la maison close [15]

- 2009 : Diane, femme flic :
  - Otages du mensonge (2009)
  - Adrénaline (2009)
- 2006 : Rose et Val :
  - La Peur au ventre (2006)
  - Piège pour deux flics (2006)
- 2005 : Alice Nevers : Le juge est une femme - épisodes saison 2 :
  - La petite marchande de fleurs (2005)
  - Feu, le soldat du feu (2005)
- 2004-2005 : Le Grand Patron :
  - Édition spéciale[16] (2005)
  - L'ombre de la rue[17] (2004)
  - Soupçons[18] (2004)
  - En quarantaine[19] (2004)
- 2002 : Avocats et Associés : 
  - La Grande muette (2002)
  - Les parasites (2002)
  - Celle par qui le scandale arrive (2002)
  - Meurtre par procuration (2002)
- 2002 : P.J. : 
  - Dopage (2001)
  - Enfant battu (2001)